# Château de Nordkirchen
Le château de Nordkirchen est un édifice baroque situé à Nordkirchen en Rhénanie-du-Nord-Westphalie, en Allemagne. Il a été construit sous la direction de l'architecte Gottfried Laurenz Pictorius, puis sous celle de Johann Conrad Schlaun entre 1703 et 1733. On l'a surnommé « le Versailles de la Westphalie ».

## Histoire du château

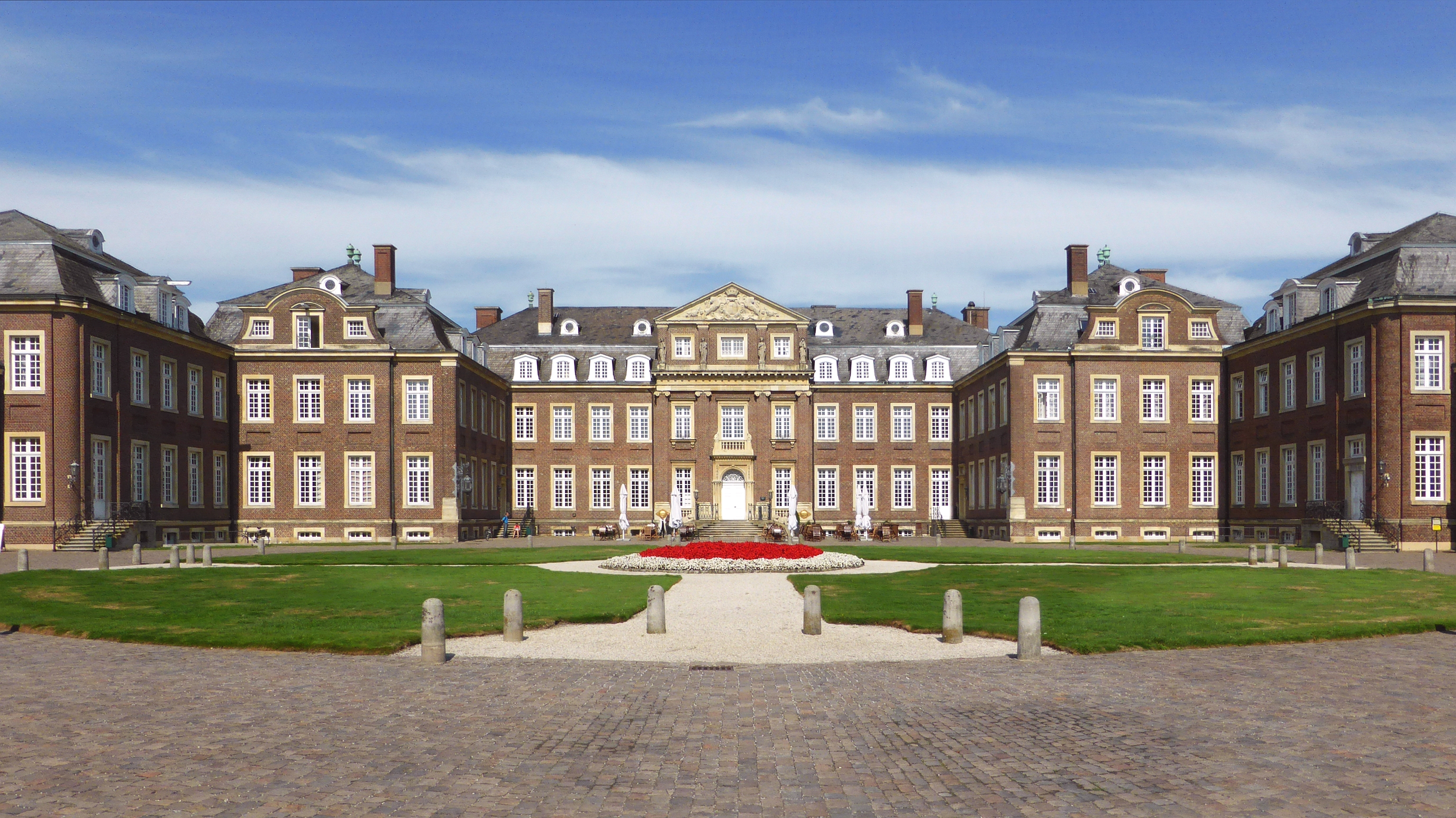
Le château baroque Schloss Nordkirchen
(intègre l'Université des sciences financières appliquées)

Le prince-évêque de Münster, Frédéric-Christian de Plettenberg, fait l'acquisition de l'ancien château médiéval en 1694. Il décide de construire sur son emplacement un nouvel édifice. Les travaux du nouveau château commencent en 1703 sous la direction de Gottfried Laurenz Pictorius. En 1723, le neveu du prélat, Ferdinand von Plettenberg fait appel à l'architecte Johann Conrad Schlaun. Le château passe ensuite entre les mains du fils de Ferdinand von Plettenberg, le comte Franz Joseph, puis de son petit-fils, Franz Joseph Anton. À la mort du dernier des Plettenberg, en 1891, le château devient la propriété de la branche hongroise de la famille, les Esterhazy. Il est vendu en 1903 au duc Engelbert-Marie d'Arenberg. Depuis 1958, le château est la propriété du Land de Rhénanie-du-Nord-Westphalie. Il abrite aujourd'hui l'École supérieure des Finances de Rhénanie-du-Nord–Westphalie (Fachhochschule für Finanzen Nordrhein-Westfalen).
Le nom  du château Nordkirchen veut dire "l’église du Nord", parce qu’il a été construit en honneur de l’Église, mais aussi parce qu’il se situe au nord.
Les murs de ce vaste édifice abritent des œuvres d'art notables :
- Au plafond de la chapelle, par où commence la visite, on trouve une représentation en trompe-l'œil  sur toile de l’Assomption de la Vierge entourée à chaque coin d’une représentation en haut relief des quatre évangélistes accompagnés de leurs symboles respectifs.
- Bien au-dessus de l’autel, recouvert par un tissu offert par le roi de France Louis XIV, se trouvent les armoiries du fondateur. Même si plus aucune messe régulière ne se célèbre dans la chapelle, elle est toujours animée de concerts et de mariages.
- Dans le vestibule, on trouve des peintures de l’italien Rico, mais également ses imitations de marbre noir sur des colonnes en bois. Dans l escalier se trouve une magnifique statue d’un enfant accompagné de son chien, un des héritiers de la famille.
- Dans la salle impériale, où le tissu italien recouvrant les murs est évalué à 140 Euros le mètre carré, est exposé un portrait de l'empereur François Ier d'Autriche et de sa femme Marie-Thérèse, parents de Marie-Antoinette, qui témoigne de l'attachement du ministre Ferdinand von Plettenberg à ces souverains d’Autriche de la maison de Habsbourg.
- Dans la salle des fêtes se trouvent quatre niches qui devaient contenir les statues des quatre saisons, dans un angle des tableaux de sépia (de la peinture d’or étalée sur du cuir), et au plafond Hercule et Jupiter entourant un lustre d’or, seul objet qui n’ait jamais quitté le château.
- Dans la salle à manger de style rocaille, se trouve un lustre de Venise avec des éclats d’or, des lavabos en marbre en forme de coquille Saint-Jacques, et les armoiries de la famille de Plettenberg.

Il y a plus de cinquante ans, la restauration du château, rendue nécessaire par son  état de délabrement, coûta près de 14 millions d’Euros, entre autres à cause de la vaste étendue du jardin  (176 hectares). Aujourd’hui il abrite un établissement d'enseignement supérieur spécialisé, en mesure d'accueillir jusqu’à mille cent soixante étudiants : il en compte actuellement huit cents, dont deux cents sont hébergés au château. Certaines salles du palais servent actuellement de salle de classe.

## Jardins

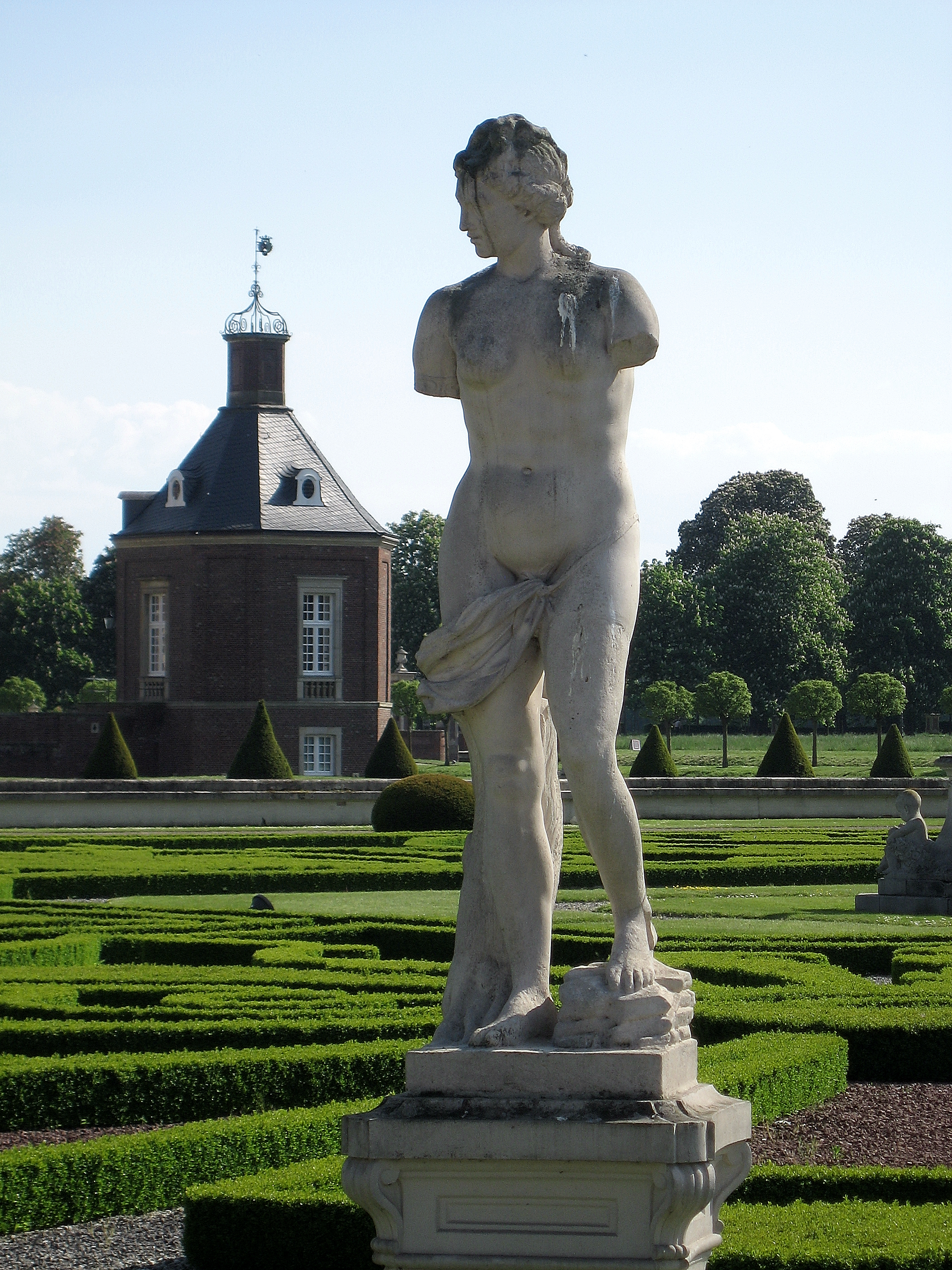
Vue du jardin.

Johann Conrad Schlaun dès le début fit réalisé un ensemble de parterres et bosquets dans la mode des Jardins à la française, ils furent modifiés en 1830 par les nouveaux propriétaires . En 1903 Achille Duchêne fut appelé pour les restaurer, cette restauration prit fin en 1918 . Il s'ensuivit une longue période d'abandon jusqu'en 1950.

## Visites
L'usage actuel n'empêche nullement l'accès du public au château, qui est ouvert aux visiteurs depuis vingt ans (visite d’une heure à l’intérieur, pour 3 € en 2013, gratuite pour le parc).